# Il diario di Lola
Il diario di Lola è un album della cantante argentina Lola Ponce, pubblicato nell'aprile del 2008 dall'etichetta Sony BMG.

## Descrizione
L'album contiene 16 tracce, due delle quali in italiano, tra cui la nota Colpo di fulmine, cantata con Giò Di Tonno, vincitrice del Festival di Sanremo dello stesso anno. Alcune tracce erano già state pubblicate nel precedente disco, Fearless.

## Tracce
CD (Ariola 88697297312 (Sony BMG) / EAN 0886972973128)
1. Colpo di fulmine (con Giò Di Tonno) - 3:54 (Gianna Nannini)
2. Amor - 4:04 (Billy Steinberg, Rick Nowels, Marie Claire D'Ubaldo, Claudia Brant)
3. Another Life - 3:28 (Frank Musker, Matteo Saggese, Karlos)
4. Mi Heroe - 4:29 (Billy Steinberg, Rick Nowels, Marie Claire D'Ubaldo, Claudia Brant)
5. Come stai? (con Giò Di Tonno) - 3:49 (A. di Zio, Giò Di Tonno)
6. Devorame otra vez - 4:20 (Palmer Hernandez)
7. Sleep - 4:23 (Billy Steinberg, Rick Nowels, Marie Claire D'Ubaldo)
8. Eva Luna - 3:09 (Frank Musker, Richard Darbyshire)
9. Put Your Arms Around Me - 5:06 (Rick Nowels, Sinéad O'Connor)
10. No Matta What - 3:57 (David Frank, Nate Butler)
11. Tha Car You Wanna Drive - 3:39 (Peter Landin, Kent Larsson, AJ Junior)
12. It Goes Down - 3:36 (Rick Nowels, Tom Nichols, Wayne Rodrigues, Holly Valance)
13. Come with Me - 3:43 (Lisa Lindebergh, Ben Copland)
14. Use Your Imagination - 3:20 (Patrick Sarin, Markus Granberg, Lisa Green)
15. La historia de un amor - 4:03 (Carlos Eleta Almarán)
16. El dia que me quieras (con Hector Ponce) - 4:12 (Carlos Gardel, Alfredo Le Pera)